# Idioma tehuelche
El tehuelche o aonikenk era una lengua chon hablada por los tehuelches en la Patagonia chilena y argentina.
En el siglo XXI se convirtió en una lengua muerta al fallecer en 2019 su última hablante nativa. El proceso de revitalización en que se encontraba la lengua sigue adelante a pesar de esta pérdida. En su lengua, se lo denomina aonek'o 'a'ien [aˡonekʼo ʔaˡʔjen] ("idioma tehuelche', lit. 'hablar sureño') . La denominación tehuelche es un exónimo proveniente del idioma mapuche.

## Estatus
La lengua tehuelche es hoy hablada por un reducido número de personas en la Patagonia argentina. Existe en un Plan de Reclamación de la Lengua Tehuelche denominado "Kkomshkn e winne awkkoi 'a'ien - No me da vergüenza hablar en tehuelche", a ca
'.
El 4 de enero de 2019, falleció Dora Manchado, su última hablante fluida.

## Clasificación
La evidencia lingüística permite clasificar al tehuelche dentro de las lenguas chon meridionales. Dentro de las lenguas chon el tehuelche parece especialmente cercano al extinto idioma teushen que se hablaba en Chubut.

## Fonología

### Vocales
El tehuelche posee seis fonemas vocálicos, con tres cualidades vocálicas que ocurren en versiones breves y largas.
|         | Anterior | Central | Posterior |
| Media   | e eː     |         | o oː      |
| Abierta |          | a aː    |           |

### Consonantes
El inventario de consonantes es el siguiente (usando el alfabeto fonético internacional):
|                   | Labial | Dental | Palatal | Velar | Uvular | Glotal |
| ----------------- | ------ | ------ | ------- | ----- | ------ | ------ |
| Nasal             | m      | n      |         |       |        |        |
| Ocl. sorda simple | p      | t      | t͡ʃ      | k     | q      | ʔ      |
| Ocl. glotalizada  | pʼ     | tʼ     | t͡ʃʼ     | kʼ    | qʼ     |        |
| Oclusiva sonora   | b      | d      |         | g     | ɢ      |        |
| Fricativa         |        | s      | ʃ       | x     | χ      |        |
| Aproximante       |        | r, l   | j       | w     |        |        |
Los fonemas /tʃ/ y /tʃʼ/ (representadas /c/ y /c'/ en el Alfabeto Fonético Americanista) son consonantes africadas desde el punto de vista fonético, pero fonológicamente tienen comportamiento y distribución equiparable a las oclusivas.

### Acento
El acento de intensidad cae siempre sobre la primera sílaba de la palabra, a menos que esta sílaba sea un prefijo. Es decir, el acento cae en la primera sílaba de la raíz.

## Gramática

### Morfología nominal
El nombre presenta categoría de género: masculino, femenino o neutro. Un mismo lexema puede ser tratado como perteneciente a dos géneros distintos, cambiando el significado. Por ejemplo, un nombre en masculino puede indicar un objeto singular, y en neutro, un colectivo.

### Pronombre
Las formas libres de los pronombres personales.
|           | Singular | Dual | Plural |
| --------- | -------- | ---- | ------ |
| 1 persona | jā       | okwā | ošwā   |
| 2 persona | mā       | mkmā | mšmā   |
| 3 persona | tā       | tktā | tštā   |

Los pronombres personales también presentan formas afijadas.
|           | Singular | Dual | Plural |
| --------- | -------- | ---- | ------ |
| 1 persona | e-, -e   | ok-  | oš-    |
| 2 persona | m-, -m   | mk-  | mš-    |
| 3 persona | t-, -t   | tk-  | tš-    |

### Morfología verbal
El verbo tiene tres modos: real, no real e imperativo, y cuatro tiempos: pasado lejano, pasado reciente, futuro mediato y futuro de intención.

### Postposiciones
El idioma  tehuelche presenta dos clases de postposiciones: las concordantes, que modifican su forma de acuerdo al género del sustantivo al que se posponen, y las invariables, que no lo hacen (Fernández Garay 1998: 297).
Las posposiciones concordantes toman un sufijo k- para el masculino y el femenino y un prefijo ʔ- para el neutro:
qawel k-awr
caballo m.-sobre
'sobre el caballo'
k:aw ʔ-awr
casa nt.-sobre
'sobre la casa'

## Alineamiento morfosintáctico
El tehuelche presenta dos subsistemas de alineamiento morfosintáctico. El más antiguo parece haber sido de tipo ergativo y el más moderno y más extendido, es de tipo nominativo-acusativo aunque un tanto inusual. En este segundo sistema tanto el argumento A (agente) de una oración transitiva como el argumento S de una oración intransitiva llevan marcas funcionales (š~n~r)., frente al argumento O (paciente) de la oración transitiva que no lleva ninguna marca explícita (Fernández Garay, 2002).

## Numerales
El sistema de numeración es de base decimal. 

chuche' = uno
jauke = dos
qqaash = tres
qague = cuatro
ktten = cinco
wenaqash = seis
qoke = siete
posh = ocho
jamaqtten = nueve
oqaken = diez
Además, presenta dos numerales más altos, préstamos del mapudungun, que a su vez los tomó del quechua o del aimara y el quechua.

pataqq = cien (map. pataka)
warenk = mil (map. warangka)

## Vocabulario[3]
Búho = 'Aamen

Ciervo = Shoonem

Cerro = Geewt

Agua = Le'e

Fuego = Yayk'

Viento = Xooshn

Flecha = Shot

Caballo = Ga'woy

Cabeza = Ch'eter

Campo = Kochenk'en

Verde = Berdetenk

Azul = Qaltenk
 
Beige =  Mortenk

Amarillo =  Waaytenk

Rojo = Q'aapenk

Blanco = 'Oorrenk

Negro = P'olenk

Sol =  Qeenken

Luna = Qeenkon

Estrella = T'eerqe'

Tierra =  Teem

Cielo = K'ooch